# گورستان شاه مردان
قبرستان شاه مردان مربوط به دوره قاجار است و در شهرستان پاسارگاد، بخش مرکزی، دهستان کمین، روبروی روستای وکیل آّباد، سمت راست جاده واقع شده و این اثر در تاریخ ۲۸ شهریور ۱۳۸۶ با شمارهٔ ثبت ۱۹۷۰۷ به‌عنوان یکی از آثار ملی ایران به ثبت رسیده است.